# Calliandra hirsuta
Calliandra hirsuta là một loài thực vật có hoa trong họ Đậu. Loài này được (G.Don) Benth. miêu tả khoa học đầu tiên.